# Mircea Cantor
Pour les articles homonymes, voir Cantor.
Mircea Cantor, né en 1977 à Oradea en Roumanie, est un artiste qui, à travers ses œuvres, se livre à une subtile critique de la société contemporaine.
Il vit et travaille entre Paris et Cluj.

## Parcours artistique
Mircea Cantor a étudié à l'université d'art et d'esthétique de Cluj-Napoca et à l'École supérieure des beaux-arts de Nantes Métropole.
Ses travaux témoignent d'une réflexion critique sur les aspects positifs et négatifs de la globalisation. Dans le sillage de Marcel Duchamp, Cantor recourt aux objets ready-made ou encore à l'iconographie afin d'exposer l'ambiguïté de la vie quotidienne au postmodernisme, c'est-à-dire à une époque où l'on assiste au processus de métissage culturel dû à l'effondrement des différentes frontières (géographiques, symboliques, culturelles). Les supports d'expression de Cantor sont très divers : vidéo, animation, sculpture, dessin, peinture et installations.
Ses travaux figurent dans les collections de plusieurs grands musées tels le Museum of Modern Art à New York, le Walker Art Center à Minneapolis,, le Philadelphia Museum of Art à Philadelphie.
Cantor est représenté à Paris par Yvon Lambert, à Tel Aviv par Dvir Gallery et à Rome par Magazzino.

### Prix et distinctions
- 2004 : lauréat du prix de la Fondation d'entreprise Pernod Ricard[9]
- 2011 : lauréat du prix Marcel-Duchamp[10]

## Expositions (sélection)

### Expositions personnelles
- 2019 : 
  - « Înainte », Nantes, Musée d'Arts, mars-septembre[11],[12]
  - Aquila non capit muscas, œuvre vidéo, Salses-le-Château, Forteresse de Salses, juin-août[13]
- 2018 : « Vânătorul de imagini, chasseur d'images », Paris, musée de la Chasse et de la Nature[14],[15],[16]
- 2016 : 
  - « Solo show », Senlis, Fondation d'entreprise Francès, mars-juin[17],[18]
  - « Mircea Cantor. La partie invisible de l'infini », Paris, Musée national d'art moderne, Atelier Brancusi, septembre 2016- mars 2017[19]
- 2013 : « Quod Erat Demonstrandum (Q.E.D.) », Bucarest, Musée national d'art contemporain de Roumanie, dans une aile du palais du Parlement[20],[21]
- 2012 : « Mircea Cantor Prix Marcel Duchamp 2011 », Centre Pompidou, Paris, France, octobre 2012-janvier 2013[22]
- 2011 : « More cheeks, than slaps », Ivry-sur-Seine, Le Crédac, septembre-décembre[23]
- 2010 : 
  - « Heilige blumen », Nuremberg, Kunsthalle, décembre
  - « Klug wie die Schlangen und einfältig wie die Tauben », Mönchengladbach, Museum Abteiberg, juillet
- 2009 : 
  - « Which light kills you », Glasgow, The Common Guild, novembre [24]
  - « Tracking Happiness, Zurich, Kunsthaus Zurich, septembre[25],[26].
- 2008 : « Seven Future Gifts, Budapest, Műcsarnok, septembre
- 2007 : « Ciel variable », Reims, Frac Champagne-Ardenne[27],[28]
- 2006 : 
  - « The Title Is the Last Thing », Philadelphie, Philadelphia Museum of Art, novembre 2006 - février 2007[1]
  - « Born to be Burnt », Bergame, Gamec (Galleria d’Arte Moderna e Contemporanea di Bergamo)
- 2005 : 
  - « Departure », New York, Yvon Lambert Gallery
  - Dvir Gallery, Tel Aviv.

### Expositions de groupe
- 2011 :
  - « I decided not to save the world », Londres, Tate Modern[29],[30]
  - « Our magic Hour - Yokohama Trienale », Yokohama
  - « L’Étoffe du Temps », Bordeaux, Institut culturel Bernard Magrez
- 2010 : 
  - « les Promesses du passé », Paris, Centre Pompidou
  - « Art for the World at World Expo Shanghai », Shanghai
- 2009 : 
  - « Barock. Arte, Scienza, Fede e Tecnologia nell’Età Contemporanea », Naples, MADRE[31]
  - « The World is yours », Humlebæk, Musée d'Art moderne Louisiana
  - « Universal code », Toronto, The Power Plant
  - « La Force de l'art 02 », Paris, Grand Palais
- 2008 : 28e Biennale de São Paulo, Brésil
- 2007 : 
  - « Brave New Worlds », Minneapolis, Walker Art Center
  - « Airs de Paris », Paris, Centre Pompidou, Paris
  - « Power Play », Artpace, San Antonio, États-Unis
- 2006 : 
  - 4th Berlin Biennial for Contemporary Art, Berlin
  - Bienal Internacional de Arte Contemporáneo de Sevilla, Séville
- 2005 : « Irreducible, Contemporary Short Form Video, 1995–2005 », CCA Wattis, San Francisco
- 2004 : « Quick-sand », Amsterdam, De Appel
- 2003 : 50e Biennale de Venise, section clandestine.